# 高田広ゆきケータイシティホール
高田広ゆきケータイシティホール（たかだひろゆきケータイシティーホール）は、声優・V-STATIONの3分ラジオで毎週金曜日（午後2時頃）に更新されている番組である。

## 概要
この番組は、ラジオ大阪で放送されていた「高田広ゆきラヂオシティホール」の携帯コンテンツである。パーソナリティを務めるのは声優の甲斐田ゆきと高橋広樹の2人と番組名物ディレクターふとし爺やこと佐藤太。第1回放送は2004年4月16日であった。
「高田広ゆきラヂオシティホール」の第1期放送（2003年4月 - 2004年3月）の終了間近に行われた声優・V-STATIONの「ケイタイVステ第1回しゃべくり甲子園」で、高田～の2人は順調に勝ち上がった。最終回が決まっていたものの人気が高い番組であり、褒美も兼ねたのか、結局携帯コンテンツとして生き残ることになった。

## 主なコーナー
- 実行せよ、高田ミッション
片目を閉じながら、片足を上げながら、手をつなぎながら等、リスナーの要望で何かをしながらコーナーを進行する。
- 高田しりとり
リスナーからのお題でしりとりをする。
- なんかもうゴール
連想ゲーム。リスナーからスタートの言葉とゴールの言葉を応募してもらい、時間内にゴールの言葉に繋がるように連想していく。
- 高田村座談会
「高田広ゆきラヂオシティホール」（以下地上波本放送）に登場する甲斐田＆高橋演ずる様々なキャラクターから4人をピックアップしてリスナー提供のテーマに沿った座談会をする。
- ヒロ☆樹（ひろ・いつき）の楽しい川柳
地上波本放送から引き続き・五・七・五だが、最後の5文字は必ずヒロ・樹で終える
- 小雪の笑わなくっていいんだよ
同上・小雪さんによる（笑いを求めない）ポエム。
- 高田村日記
キャラクターによる交換日記と思われる。

## エピソード
- 3分ラジオだが、3分で終わらず平均6分は放送されている。
- タイトルに「ケータイ」という言葉の入った携帯コンテンツであるため、番組開始から約2年半、地上波本放送の第2期が始まるまでの間は甲斐田と高橋がお互いの出先から携帯同士で話しながら放送することになった。場所は公園、雨宿り先、街中、タクシーの車内、お互いの自宅など様々で、音声を録るために、ディレクターの佐藤（以下ふとし爺や）と3者通話形式をとり、爺やが高感度の録音機器を用いてうまく編集した。
- 携帯電話ではどうしても声が被らず、2人同時にタイトルコールをしても少し音がずれてしまうために、その解決策として2004年5月7日更新の第4回放送から、高橋：「もしもし」甲斐田：「はいはい」高橋：「高田広ゆき」甲斐田：「ケータイシティホールです」と交互にコールすることになった。のちにその順番を入れ替えたりしている。
- 2004年5月28日の更新第7回は、番組CD発売イベント後の新大阪新幹線ホームからであった。ホームの神戸寄りの端に甲斐田、東京寄りの端に高橋、中央にふとし爺やという配置で、帰りの新幹線で食べて行けるものを携帯電話を片手に買い物をしながら中央に集合しようという企画があった。甲斐田は「たこむす＆野菜生活」、高橋が「さば寿司とゆで卵」を買って来ていた。
- 2006年3月17日に第100回放送を迎えた記念（？）に100個のしりとりをすることになった。当然時間内には終われず2週にまたがって100個をこなした。出だしは「広ゆき」の「き」で始まり、番組のマスコットである「鹿」で終わるというものだった。
- 2006年10月7日からは、地上波本放送第2期が始まったのを契機に、本放送収録後のスタジオで収録をするようになった。そのため2006年10月13日更新分の第128回から、久しぶりにお互いの顔を見ながらの放送に戻り、音質がクリアになってリスナーにはとても聴きやすくなった。
- 2007年3月で再び第2期本放送が終了したため、4月13日更新分の第154回以降はスタジオで数回分ずつまとめ録りをしているという。
- 2008年2月18日（更新遅れ）、22日更新は3人のスケジュールが合わず久しぶりに出先からのケイタイ同士の会話による放送になった。
- 2008年2月29日更新分で放送200回を迎えた。
- 高田村の初代村長は2008年3月まで鹿美ちゃんであったが、放送の都合上次期村長は保留されていた。しかしリスナーからの問い合わせにより7月4日更新分において、急遽、コーナー出演者のキャラクターによる立候補とその日のうちの多数決が行なわれ、新村長はヒロ☆樹さん、副村長はヒロッキンさんが選ばれた。鹿美ちゃんは甲斐田の演じる代表的なキャラのひとりだったが、今度の村長は高橋の代表的キャラである。